# Jatropha gossypiifolia
Jatropha gossypiifolia is een overblijvende plant uit de wolfsmelkfamilie. De soort is inheems in Mexico, Zuid-Amerika, en de Caraïbische eilanden, maar is thans in meerdere tropische delen van  de wereld verspreid.
Jatropha gossypiifolia wordt gezien als een schadelijk onkruid in Puerto Rico en is ingeburgerd in het noorden van Australië, inclusief Queensland, waar hij wordt vermeld als een plaagsoort uit klasse 2.
De plant wordt 2,5 tot 4 m hoog. De drielobbige bladeren zijn paars en kleverig als ze jong zijn en worden met de jaren felgroen. De kleine rode bloemen met gele centra verschijnen in clusters. Deze worden gevolgd door enorme zaadtrossen van kersengrootte die giftig zijn. Meeldauwschimmelziekte werd gemeld.

## Caribisch deel van het Koninkrijk
De soort wordt op Aruba seida (cora), op Bonaire en Curaçao flaira en op Saba oil nut tree genoemd. Op de zes eilanden van het Caribisch deel van het Koninkrijk wordt de plant nog veel gebruikt als natuurlijk medicijn in verband met het hoge gehalte aan jodium en anti-bacteriële kenmerken. 

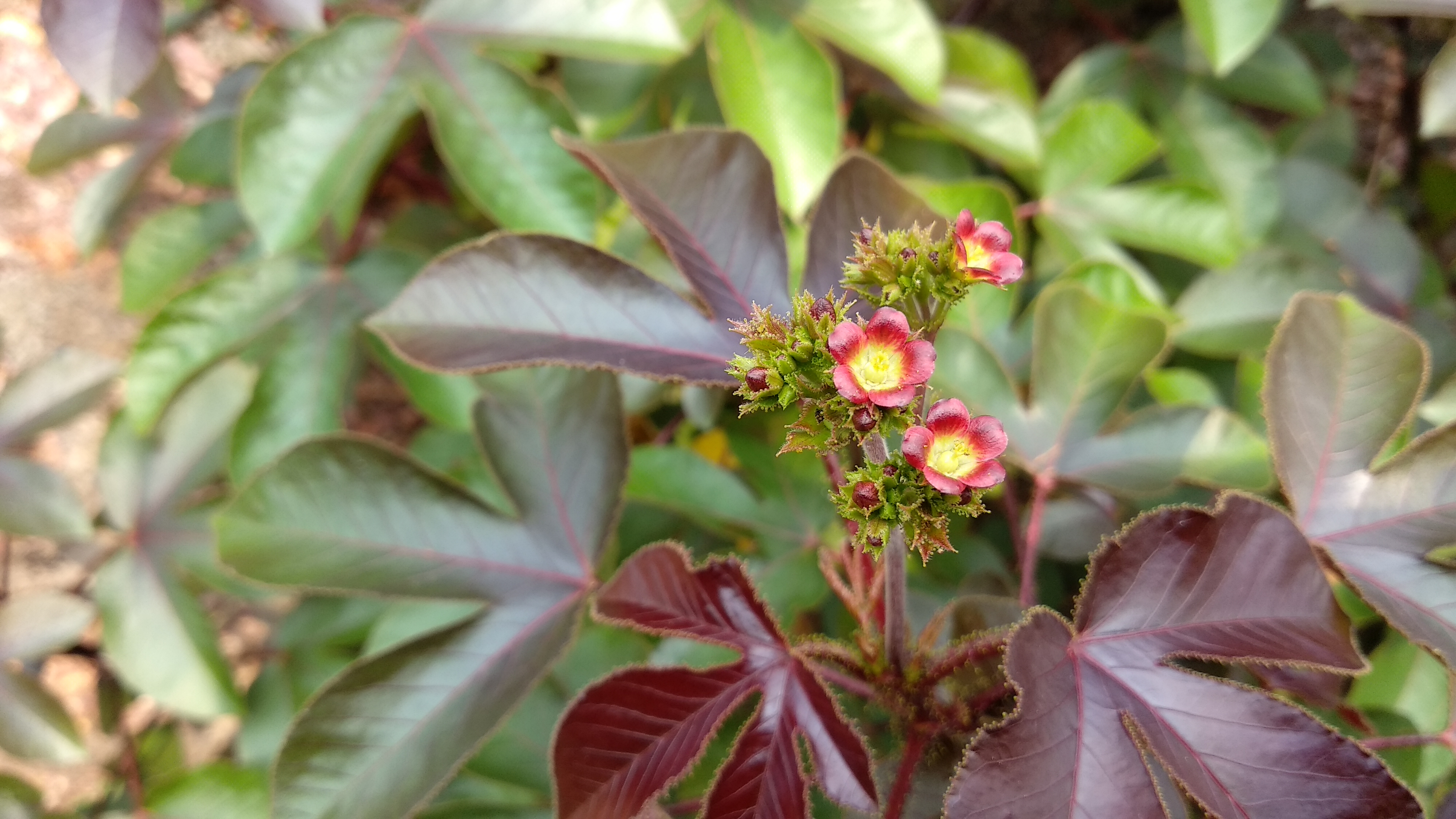
Plant in bloei
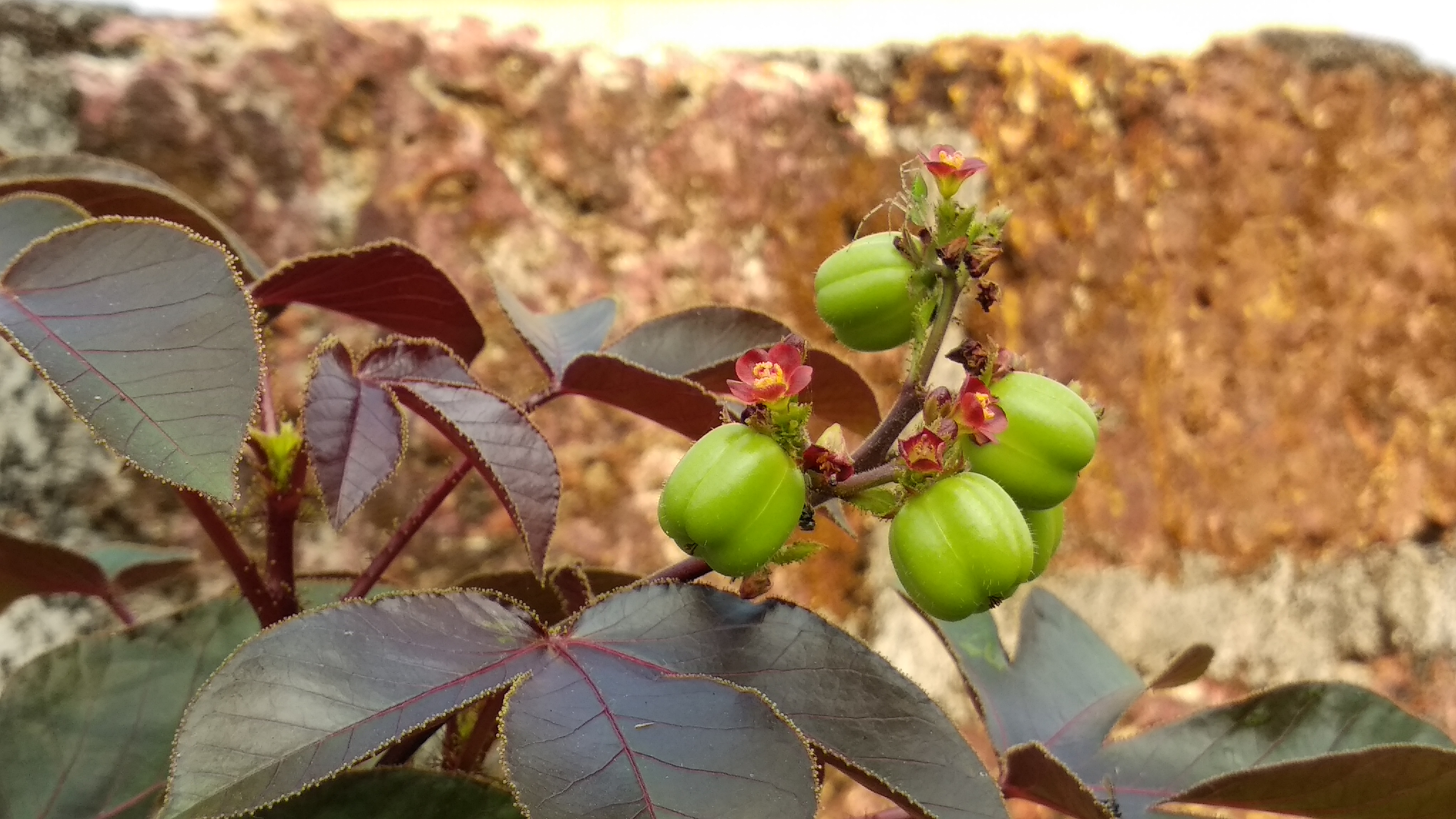
Bladen en vruchten
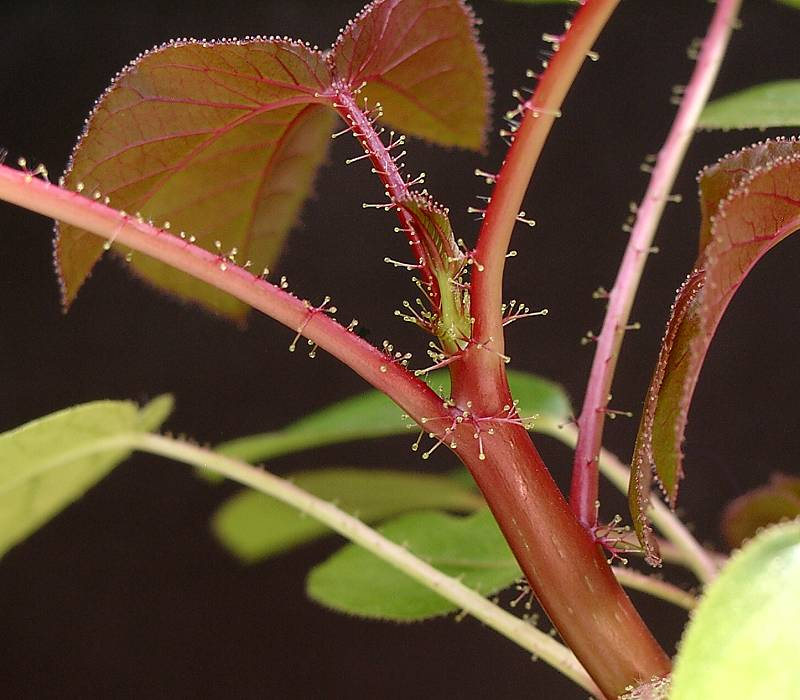
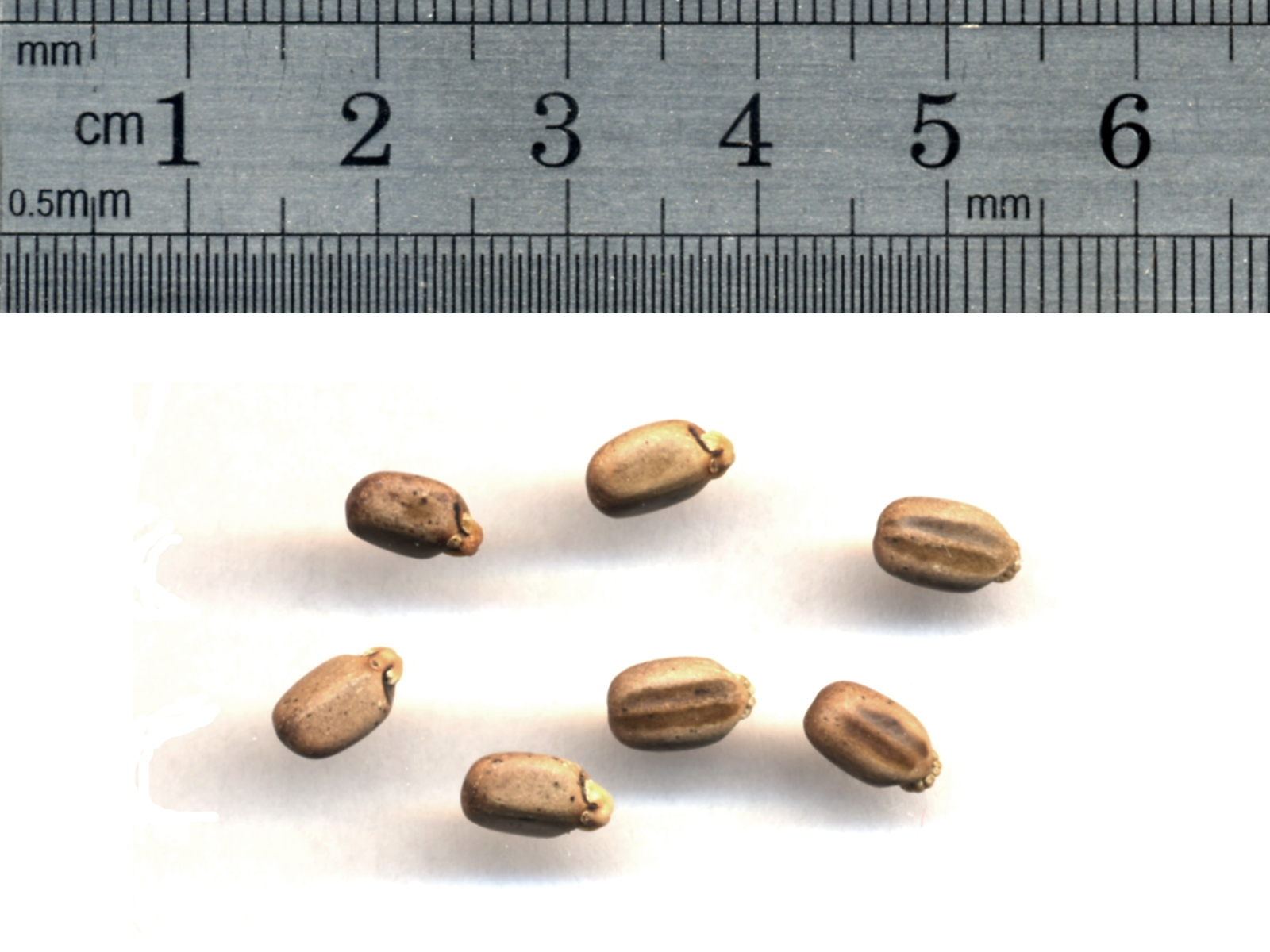
Zaden